# Division 1 1969-1970
La Division 1 1969-1970 è stata la 33ª edizione della massima serie del campionato francese di calcio, disputato tra il 5 agosto 1969 e il 23 giugno 1970 e concluso con la vittoria dell'Saint-Étienne, al suo sesto titolo.
Capocannoniere del torneo è stato Hervé Revelli (Saint-Étienne) con 28 reti.

## Stagione

### Novità
Per consentire l'allargamento del lotto delle squadre partecipanti a venti, le posizioni valide per la retrocessione diretta furono limitate all'ultimo posto. Venne ripristinata la formula dei playoff interdivisionali abolita due stagioni prima, con la terzultima e la penultima che avrebbero affrontato in un girone all'italiana la seconda e la terza classificata di seconda divisione.

### Avvenimenti
Il campionato vide il dominio del Saint-Étienne, che alla quinta giornata vanificò la partenza positiva dell'Olympique Lione e andò in fuga, arrivando a giro di boa imbattuto e con sette punti di vantaggio sul Bordeaux. Aumentando ulteriormente il vantaggio durante il girone di ritorno, i Verts si assicurarono la vittoria del campionato con quattro gare di anticipo e 10 punti di distacco sull'Olympique Marsiglia. A fondo classifica, il Valenciennes retrocesse direttamente mentre l'Ajaccio e il Bastia guadagnarono l'accesso ai playoff interdivisionali, vinti da questi ultimi.

## Classifica finale
|  | Pos. | Squadra             | Pt | G  | V  | N  | P  | GF | GS | DR  |
|  | ---- | ------------------- | -- | -- | -- | -- | -- | -- | -- | --- |
|  | 1.   | Saint-Étienne       | 56 | 34 | 25 | 6  | 3  | 88 | 30 | +58 |
|  | 2.   | Olympique Marsiglia | 45 | 34 | 18 | 9  | 7  | 75 | 41 | +34 |
|  | 3.   | Sedan               | 42 | 34 | 17 | 8  | 9  | 54 | 42 | +12 |
|  | 4.   | Angoulême           | 38 | 34 | 12 | 14 | 8  | 53 | 43 | +10 |
|  | 5.   | Strasburgo          | 36 | 34 | 15 | 6  | 13 | 65 | 55 | +10 |
|  | 6.   | Bordeaux            | 36 | 34 | 13 | 10 | 11 | 54 | 48 | +6  |
|  | 7.   | Angers              | 35 | 34 | 13 | 9  | 12 | 53 | 53 | 0   |
|  | 8.   | Metz                | 34 | 34 | 13 | 8  | 13 | 50 | 44 | +6  |
|  | 9.   | Sochaux             | 34 | 34 | 12 | 10 | 12 | 48 | 55 | -7  |
|  | 10.  | Nantes              | 33 | 34 | 13 | 7  | 14 | 62 | 56 | +6  |
|  | 11.  | Nîmes               | 32 | 34 | 13 | 6  | 15 | 60 | 55 | +5  |
|  | 12.  | Rouen               | 32 | 34 | 10 | 12 | 12 | 41 | 45 | -4  |
|  | 13.  | Red Star            | 30 | 34 | 11 | 8  | 15 | 45 | 67 | -22 |
|  | 14.  | Rennes              | 29 | 34 | 9  | 11 | 14 | 52 | 73 | -21 |
|  | 15.  | Olympique Lione     | 28 | 34 | 12 | 4  | 18 | 57 | 78 | -21 |
|  | 16.  | Ajaccio             | 26 | 34 | 11 | 4  | 19 | 34 | 51 | -17 |
|  | 17.  | Bastia              | 24 | 34 | 10 | 4  | 20 | 50 | 74 | -24 |
|  | 18.  | Valenciennes        | 22 | 34 | 8  | 6  | 20 | 32 | 63 | -31 |

Legenda:
      Campione di Francia e ammessa alla Coppa dei Campioni 1970-1971
      Ammesse alla Coppa delle Coppe 1970-1971
      Ammesse alla Coppa delle Fiere 1970-1971
  Partecipa allo spareggio promozione-retrocessione.
      Retrocesse in Division 2 1970-1971
Note:
Due punti a vittoria, uno a pareggio, zero a sconfitta.
In caso di arrivo di due o più squadre a pari punti, la graduatoria verrà stilata secondo la classifica avulsa tra le squadre interessate che prevede, in ordine, i seguenti criteri:
- Differenza reti generale.

### Squadra campione
| Formazione tipo | Giocatori (presenze)    |
| --- | ----------------------- |
| Carnus Durković Broissart Polny Bosquier Mitoraj Jacquet Bereta Larqué Keita Revelli | Georges Carnus (30)     |
| Carnus Durković Broissart Polny Bosquier Mitoraj Jacquet Bereta Larqué Keita Revelli | Georges Polny (28)      |
| Carnus Durković Broissart Polny Bosquier Mitoraj Jacquet Bereta Larqué Keita Revelli | Vladimir Durković (24)  |
| Carnus Durković Broissart Polny Bosquier Mitoraj Jacquet Bereta Larqué Keita Revelli | José Broissart (15)     |
| Carnus Durković Broissart Polny Bosquier Mitoraj Jacquet Bereta Larqué Keita Revelli | Bernard Bosquier (34)   |
| Carnus Durković Broissart Polny Bosquier Mitoraj Jacquet Bereta Larqué Keita Revelli | Aimé Jacquet (23)       |
| Carnus Durković Broissart Polny Bosquier Mitoraj Jacquet Bereta Larqué Keita Revelli | Roland Mitoraj (19)     |
| Carnus Durković Broissart Polny Bosquier Mitoraj Jacquet Bereta Larqué Keita Revelli | Georges Bereta (32)     |
| Carnus Durković Broissart Polny Bosquier Mitoraj Jacquet Bereta Larqué Keita Revelli | Jean-Michel Larqué (28) |
| Carnus Durković Broissart Polny Bosquier Mitoraj Jacquet Bereta Larqué Keita Revelli | Hervé Revelli (31)      |
| Carnus Durković Broissart Polny Bosquier Mitoraj Jacquet Bereta Larqué Keita Revelli | Salif Keïta (31)        |
| Altri giocatori: Francis Camerini (22), Robert Herbin (18), Spasoje Samardžić (15), Patrick Parizon (12), Gérard Farison (10), Gérard Migeon (4), José Pelletier (1), Patrick Revelli (1) |                         |

## Spareggi

### Spareggio promozione-retrocessione
Le squadre classificatesi al 16º e al 17º posto incontrano la 2ª e la 3ª classificata di Division 2, affrontandosi in un girone all'italiana. Le prime due classificate ottengono la salvezza se iscritte in Division 1 o avanzano di categoria se partecipanti alla seconda divisione. Le ultime due sono retrocesse se militano in Division 1 o non sono promosse se iscritte in seconda serie.
|  | Pos. | Squadra            | Pt | G | V | N | P | GF | GS | DR |
|  | ---- | ------------------ | -- | - | - | - | - | -- | -- | -- |
|  | 1.   | Bastia             | 5  | 4 | 2 | 1 | 1 | 5  | 3  | +2 |
|  | 2.   | Nancy              | 5  | 4 | 2 | 1 | 1 | 4  | 4  | 0  |
|  | 3.   | Ajaccio            | 5  | 4 | 2 | 1 | 1 | 8  | 6  | +2 |
|  | 4.   | Olympique Avignone | 1  | 4 | 0 | 1 | 3 | 5  | 9  | -4 |

Legenda:
      Promosso in Division 1 1970-1971.
      Retrocesso in Division 2 1970-1971.
Note:
Due punti a vittoria, uno a pareggio, zero a sconfitta.

#### Risultati
|                    | Risultati |                    | Luogo e data   |
| ------------------ | --------- | ------------------ | -------------- |
| Olympique Avignone | 1-4       | Bastia             | 20 giugno 1970 |
| Nancy              | 3-1       | Ajaccio            | 20 giugno 1970 |
|                    |           |                    |                |
| Bastia             | 0-0       | Nancy              | 24 giugno 1970 |
| Ajaccio            | 4-0       | Olympique Avignone | 24 giugno 1970 |
|                    |           |                    |                |
| Olympique Avignone | 2-0       | Ajaccio            | 27 giugno 1970 |
| Nancy              | 2-0       | Bastia             | 27 giugno 1970 |
|                    |           |                    |                |
| Ajaccio            | 3-0       | Nancy              | 1º luglio 1970 |
| Bastia             | 4-0       | Olympique Avignone | 1º luglio 1970 |
|                    |           |                    |                |

## Statistiche

### Capoliste solitarie
|    | —— | ——              | —— | ——            | ——            | ——            | ——            | ——            | ——            | ——            | ——            | ——            | ——            | ——            | ——            | ——            | ——            | ——            | ——            | ——            | ——            | ——            | ——            | ——            | ——            | ——            | ——            | ——            | ——            | ——            | ——            | ——            | ——            | ——            | ——            | ——            | ——            | —— |  |
|    |    | Olympique Lione |    | Saint-Étienne | Saint-Étienne | Saint-Étienne | Saint-Étienne | Saint-Étienne | Saint-Étienne | Saint-Étienne | Saint-Étienne | Saint-Étienne | Saint-Étienne | Saint-Étienne | Saint-Étienne | Saint-Étienne | Saint-Étienne | Saint-Étienne | Saint-Étienne | Saint-Étienne | Saint-Étienne | Saint-Étienne | Saint-Étienne | Saint-Étienne | Saint-Étienne | Saint-Étienne | Saint-Étienne | Saint-Étienne | Saint-Étienne | Saint-Étienne | Saint-Étienne | Saint-Étienne | Saint-Étienne | Saint-Étienne | Saint-Étienne | Saint-Étienne | Saint-Étienne |    |  |
|    |    |                 |    |               |               |               |               |               |               |               |               |               |               |               |               |               |               |               |               |               |               |               |               |               |               |               |               |               |               |               |               |               |               |               |               |               |               |    |  |
|    |    |                 |    |               |               |               |               |               |               |               |               |               |               |               |               |               |               |               |               |               |               |               |               |               |               |               |               |               |               |               |               |               |               |               |               |               |               |    |  |
| 1ª | 2ª | 3ª              | 4ª | 5ª            | 6ª            | 7ª            | 8ª            | 9ª            | 10ª           | 11ª           | 12ª           | 13ª           | 14ª           | 15ª           | 16ª           | 17ª           | 18ª           | 19ª           | 20ª           | 21ª           | 22ª           | 23ª           | 24ª           | 25ª           | 26ª           | 27ª           | 28ª           | 29ª           | 30ª           | 31ª           | 32ª           | 33ª           | 34ª           | 35ª           | 36ª           | 37ª           | 38ª           |    |  |

#### Primati stagionali
Squadre
- Maggior numero di vittorie: Saint-Étienne (25)
- Minor numero di sconfitte: Saint-Étienne (3)
- Migliore attacco: Saint-Étienne (88)
- Miglior difesa: Saint-Étienne (30)
- Miglior differenza reti: Saint-Étienne (+58)
- Maggior numero di pareggi: Angoulême (14)
- Minor numero di pareggi: Olympique Lione, Ajaccio, Bastia (4)
- Maggior numero di sconfitte: Bastia, Valenciennes (20)
- Minor numero di vittorie: Valenciennes (8)
- Peggior attacco: Valenciennes (32)
- Peggior difesa: Olympique Lione (78)
- Peggior differenza reti: Valenciennes (-31)

### Individuali

#### Classifica marcatori
| Gol | Rigori |  | Giocatore         | Squadra             |
| --- | ------ |  | ----------------- | ------------------- |
| 28  |        |  | Hervé Revelli     | Saint-Étienne       |
| 24  | 1      |  | Joseph Yegba Maya | Olympique Marsiglia |
| 21  |        |  | Salif Keïta       | Saint-Étienne       |
| 20  | 12     |  | Philippe Piat     | Strasburgo          |
| 19  |        |  | Wolfgang Kaniber  | Strasburgo          |
| 19  | 6      |  | Adolf Scherer     | Nîmes               |
| 17  | 1      |  | André Guy         | Olympique Lione     |
| 17  |        |  | Charly Loubet     | Olympique Marsiglia |
| 17  |        |  | Marc Molitor      | Strasburgo          |
| 16  |        |  | Daniel Rodighiero | Rennes              |
| 15  | 1      |  | Jacques Bonnet    | Nîmes               |
| 15  | 2      |  | Gérard Grizzetti  | Angoulême           |
| 15  |        |  | Marc Kanyan       | Bastia              |

## Percorso dei club nelle coppe europee
| Club                | Competizione       | Risultato        | Ultimo avversario          |
| ------------------- | ------------------ | ---------------- | -------------------------- |
| Saint-Étienne       | Coppa dei Campioni | Ottavi di finale | Legia Varsavia (1-2; 0-1)  |
| Olympique Marsiglia | Coppa delle Coppe  | Ottavi di finale | Dinamo Zagabria (1-1; 0-2) |
| Rouen               | Coppa delle Fiere  | Ottavi di finale | Arsenal (0-0; 0-1)         |
| Bordeaux            | Coppa delle Fiere  | Primo turno      | Dunfermilne (0-4; 2-0)     |
| Metz                | Coppa delle Fiere  | Primo turno      | Napoli (1-1; 1-2)          |